# SmokeOut Conversations
Albums de Dizzy Wright
The Growing Process
(2015)
SmokeOut Conversations est le premier album studio de Dizzy Wright sorti le 20 avril 2012.
L'album s'est classé 8e au Top Heatseekers et 42e au Top R&B/Hip-Hop Albums.

## Liste des pistes
| No  | Titre                         | Producteur | Durée |
| --- | ----------------------------- | ---------- | ----- |
| 1.  | SmokeOut Coversations         | DJ Hoppa   | 3:15  |
| 2.  | Get Back                      | Rikio      | 3:05  |
| 3.  | Teamwork Makes the Dream Work | BJames     | 3:15  |
| 4.  | Solo Dolo                     | Sub-Zer0   | 3:36  |
| 5.  | Frustrated                    | Rikio      | 2:42  |
| 6.  | Who Want It (feat. SwizZz)    | SwizZz     | 3:34  |
| 7.  | Accept My Flaws Pt. 2         | Rikio      | 4:15  |
| 8.  | You Don't Want That Love      | Rikio      | 4:08  |
| 9.  | Fuck Your Opinion             | Rikio      | 4:34  |
| 10. | Can't Trust'em                | Sub-Zer0   | 3:11  |
| 11. | Local Weed Man                | DJ Hoppa   | 3:41  |
| 12. | Get It Together               | 3rdEye     | 5:11  |
| 13. | Assumptions                   | DJ Hoppa   | 3:26  |
| 14. | Taking My Time                | Rikio      | 1:34  |
| 15. | Remembered                    | Rikio      | 4:08  |
| 16. | Who Got the Chronic           | DJ Hoppa   | 5:38  |